# Faradaya ovalifolia
Faradaya ovalifolia là một loài thực vật có hoa trong họ Hoa môi. Loài này được (A.Gray) Seem. mô tả khoa học đầu tiên năm 1865.